# Castillo de Oliveto

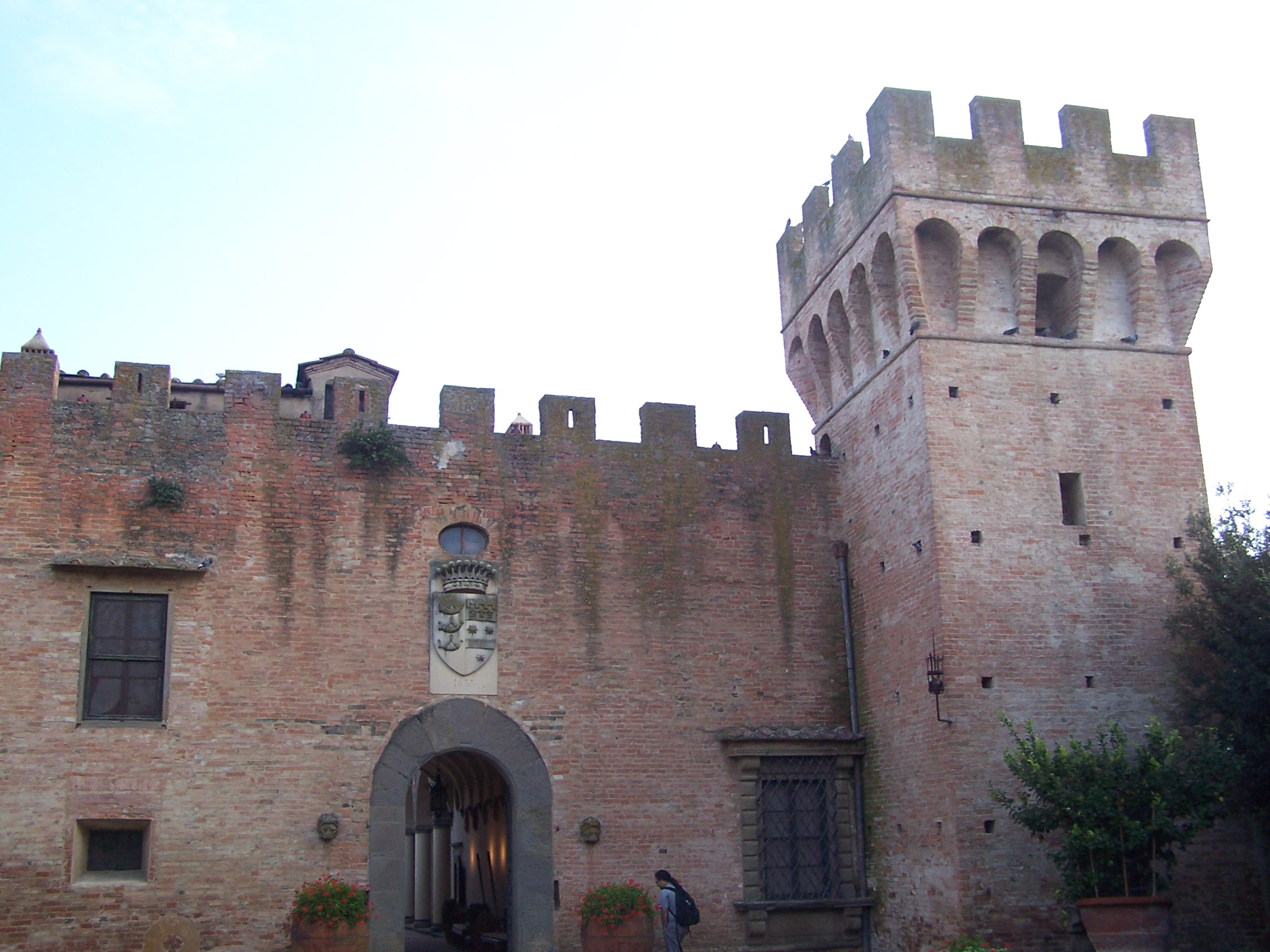
Fachada del Castello di Oliveto

El Castillo de Oliveto es un palacio fortificado italiano que se encuentra en Castelfiorentino, en la Provincia de Florencia.
El edificio consiste en una construcción rectangular en ladrillos con muros altos y cuatro torreones coronados por almenas, con torres campanario y reloj. Fue construido por la familia florentina de los Pucci, como casa de campo, en el siglo XV.
Al castillo se accede por un portón que da acceso a un recinto y, desde aquí, a una plataforma interna con logia de cuatro arcos y un bello pozo de recogida del agua pluvial. En el interior conserva los muebles quatrocentistas, armas trofeos y una colección de retratos ejecutados del siglo XVI al siglo XVIII.